# April 1980
Portal Geschichte | Portal Biografien | Aktuelle Ereignisse | Jahreskalender | Tagesartikel

◄ |
19. Jahrhundert |
20. Jahrhundert
| 21. Jahrhundert

◄ |
1950er |
1960er |
1970er |
1980er
| 1990er | 2000er | 2010er | ►

◄ |
1976 |
1977 |
1978 |
1979 |
1980
| 1981 | 1982 | 1983 | 1984 | ►

◄ |
Januar 1980 |
Februar 1980 |
März 1980 |
April 1980 |
Mai 1980 |
Juni 1980 |
Juli 1980 |
►
Dieser Artikel behandelt aktuelle Nachrichten und Ereignisse im April 1980.

## Tagesgeschehen

### Dienstag, 1. April 1980
- Lusaka/Sambia: Die Staaten Angola, Botswana, Lesotho, Malawi, Mosambik, Rhodesien, Sambia und Swasiland gründen die Südafrikanische Entwicklungskonferenz mit dem Ziel der wirtschaftlichen Unabhängigkeit. Die Kooperation ist die Antwort auf das Vorhaben der Republik Südafrika, im südlichen Afrika eine Staatengemeinschaft unter eigener Führung aufzubauen.[1]

### Mittwoch, 2. April 1980
- Bristol/Vereinigtes Königreich: In dem Viertel St. Pauls, in dem relativ zur gesamten Stadt viele Arbeitslose und viele Schwarze wohnen, stehen sich 300 Jugendliche und 60 Polizisten feindselig gegenüber. Es werden eine Bank, eine Postfiliale und ein Sozialamt attackiert sowie Läden geplündert. Die Polizei nimmt 130 Menschen fest. Die Ursache des Krawalls ist umstritten, hängt aber nach Ansicht sämtlicher Berichterstatter mit einer allgemeinen Ablehnung von polizeilichen Aktionen zusammen.[2]

### Sonntag, 6. April 1980

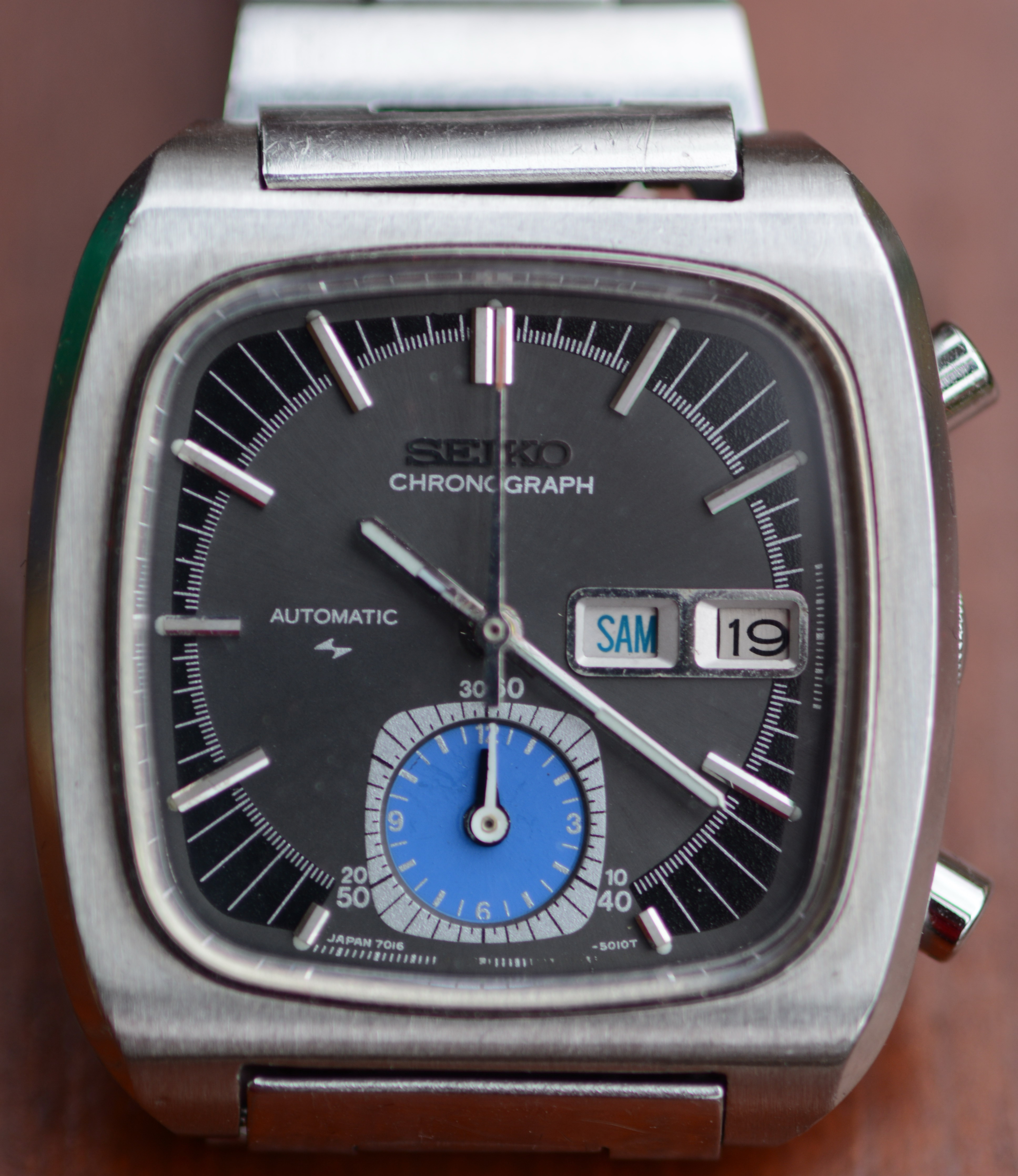
Vor- oder zurückstellen ist die Frage der Stunde

- Berlin/Deutschland, Bonn/Deutschland, Wien/Österreich: Zum ersten Mal seit 1948 in Österreich beziehungsweise 1949 in Deutschland gilt die Sommerzeit. In der Nacht wird eine Stunde vorgestellt. Das geschieht in Österreich um 0.00 und in den beiden deutschen Staaten um 2.00 Uhr. Die Schweiz behält 1980 die „normale Zeit“ bei, jedoch beschloss der Bundesrat vor zwei Wochen die Einführung der Sommerzeit ab 1981.[3]
- Indien: Ehemalige Mitglieder der im Januar abgewählten hinduistisch-nationalistischen Regierungspartei Volkspartei (JP) gründen die Indische Volkspartei. Deren Entstehung resultiert u. a. aus Streitigkeiten um Ämter unter Angehörigen der JP.[4]

### Mittwoch, 9. April 1980
- Den Haag/Niederlande: Johnny Logan gewinnt im Nederlands Congresgebouw für Irland das Finale im 25. Grand Prix Eurovision de la Chanson. Die Veranstaltung findet in Den Haag statt, nachdem Israel das Austragungsrecht zur freien Verfügung stellte. Als Titelverteidiger nimmt das Land dieses Jahr auch nicht am Grand Prix teil, da der 9. April der Tag des Gedenkens an die Shoa ist.[5]

### Samstag, 12. April 1980
- Monrovia/Liberia: In dem westafrikanischen Land, das seit Jahrzehnten von politischer Stabilität geprägt war, ermorden Putschisten aus einer abtrünnigen Formation innerhalb der Streitkräfte Liberias um Sergeant Samuel Doe den Präsidenten des Landes William Tolbert jr. in den frühen Morgenstunden in dessen Bett. Doe erklärt später am Tag in einer Radioansprache, dass er das neue Staatsoberhaupt von Liberia sei.[6]

### Sonntag, 13. April 1980
- New York/Vereinigte Staaten: Die Aufführungsserie des Musicals Grease am Broadway endet nach acht Jahren und 3.388 Vorstellungen. Nie zuvor lief ein Musical so lange am Broadway.[7]

### Montag, 14. April 1980

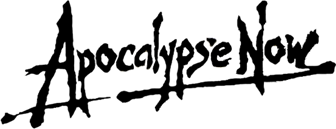
Der Kriegsfilm gewinnt zwei Oscars

- Los Angeles/Vereinigte Staaten: Bei den 52. Academy Awards der Filmbranche wird die Literaturverfilmung Kramer gegen Kramer von Regisseur Robert Benton als bester Film prämiert. Den Oscar für die beste Kamera erhält Vittorio Storaro für Apocalypse Now.[8]

### Freitag, 18. April 1980

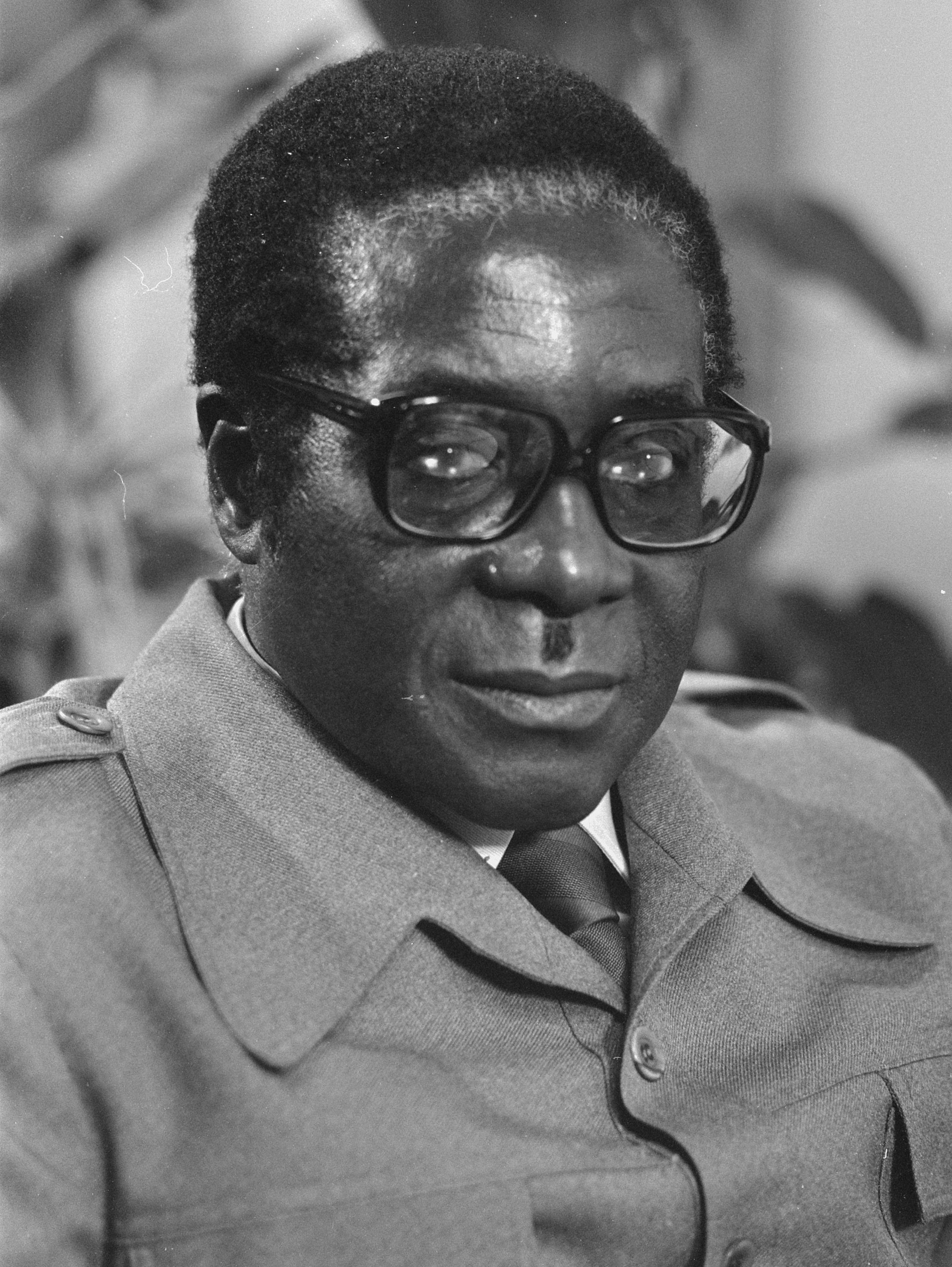
Robert Mugabe (Afrikanische Nationale Union von Simbabwe)

- Salisbury/Simbabwe: Die Republik Rhodesien erlangt gemäß des Lancaster-House-Abkommens aus dem Dezember 1979, an dem die Befreiungsbewegungen Afrikanische Nationale Union von Simbabwe sowie Afrikanische Volksunion von Simbabwe, die ehemalige Regierung der europiden Minderheit unter Ian Smith und die Regierung des Vereinigten Königreichs beteiligt waren, ihre staatliche Souveränität unter dem Namen „Simbabwe“ (deutsch „Steinhäuser“).[9]

### Sonntag, 20. April 1980
- Deutschland, Syrien: Der Investitionsschutzvertrag zwischen der Bundesrepublik Deutschland und Syrien tritt in Kraft.[10]

### Mittwoch, 23. April 1980
- Tunis/Tunesien: Präsident Habib Bourguiba ernennt den als liberal geltenden Minister für Nationale Erziehung Mohamed Mzali zum Nachfolger von Ministerpräsident Hédi Nouira, der im Februar eine Hirnblutung erlitt. Alle drei Politiker sind Mitglieder der Sozialistischen Destur-Partei. Nachdem Bourguiba 1970 mit der Ernennung von Nouira eine Wende zum Sozialismus vollzog, weist die Installierung des neuen Regierungschefs Mzali auf eine Abkehr von sozialistischen Überzeugungen hin.[11]

### Donnerstag, 24. April 1980

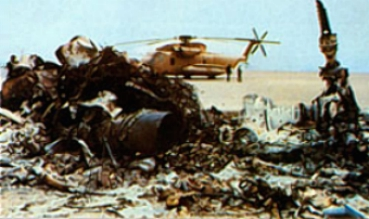
Hinten ein intakt zurückgelassener, vorne ein zerstörter US-Hubschrauber im Iran

- Iran: Auf Anordnung von US-Präsident Jimmy Carter starten die Streitkräfte der Vereinigten Staaten vom Flugzeugträger Nimitz aus die Operation Adlerklaue zur Befreiung von 53 in Teheran im November 1979 als Geiseln festgesetzen US-Staatsbürgern. Das Absetzen der Bodentruppen ist wetterbedingt von großen Verlusten geprägt und so lassen die amerikanischen Streitkräfte fünf funktionsfähige Hubschrauber vom Typ Sikorsky CH-53 im Operationsgebiet zurück.[12]

### Freitag, 25. April 1980
- Washington, D.C./Vereinigte Staaten: Der Präsident der Vereinigten Staaten Jimmy Carter befiehlt den ergebnislosen Abbruch der Operation Adlerklaue zur Rettung von 53 US-Staatsbürgern aus dem Iran.[13]

### Sonntag, 27. April 1980
- Saarbrücken/Deutschland: Bei der Landtagswahl im Saarland löst die SPD die CDU des Ministerpräsidenten Werner Zeyer als stärkste politische Kraft ab. Eine Fortsetzung der Regierungskoalition aus CDU und FDP/DPS ist dennoch möglich.[14]

### Montag, 28. April 1980
- Kyōto/Japan: Der Hersteller von Unterhaltungselektronik Nintendo bringt in Japan mit der Ball-AC01 seine erste Spielkonsole auf den Markt. Sie gehört zur Projektreihe Game & Watch für LCD-Spiele und vereint Bedienelemente, Bildschirm, Lautsprecher und elektrische Bauelemente in einem Gerät, so dass sie beim Spielen in der Hand gehalten werden kann. Zur Stromversorgung werden Batterien eingelegt.[15]
- Luxemburg/Luxemburg: Auf dem Gipfel des Rats der Europäischen Gemeinschaften (EG) unterstreichen die Staats- und Regierungschefs der EG-Mitgliedstaaten das sich aus der Ölpreiskrise ergebende Ziel, ihre Wirtschaften unabhängiger von Erdöllieferungen zu machen, insbesondere auf dem Feld der Stromgewinnung. Der Ausbau der Energieerzeugung aus fossilen Rohstoffen, aus Kernenergie und aus natürlichen Energieträgern wie Wind und Sonnenstrahlung soll die Reduktion der Ölimporte kompensieren.[16]

### Dienstag, 29. April 1980
- München/Deutschland: Die Herrenmannschaft des TV Großwallstadt aus Unterfranken gewinnt als Titelverteidiger den Europapokal der Landesmeister 1980 im Handball durch ein 21:12 im Finale gegen Valur Reykjavík aus Island.[17]

### Mittwoch, 30. April 1980

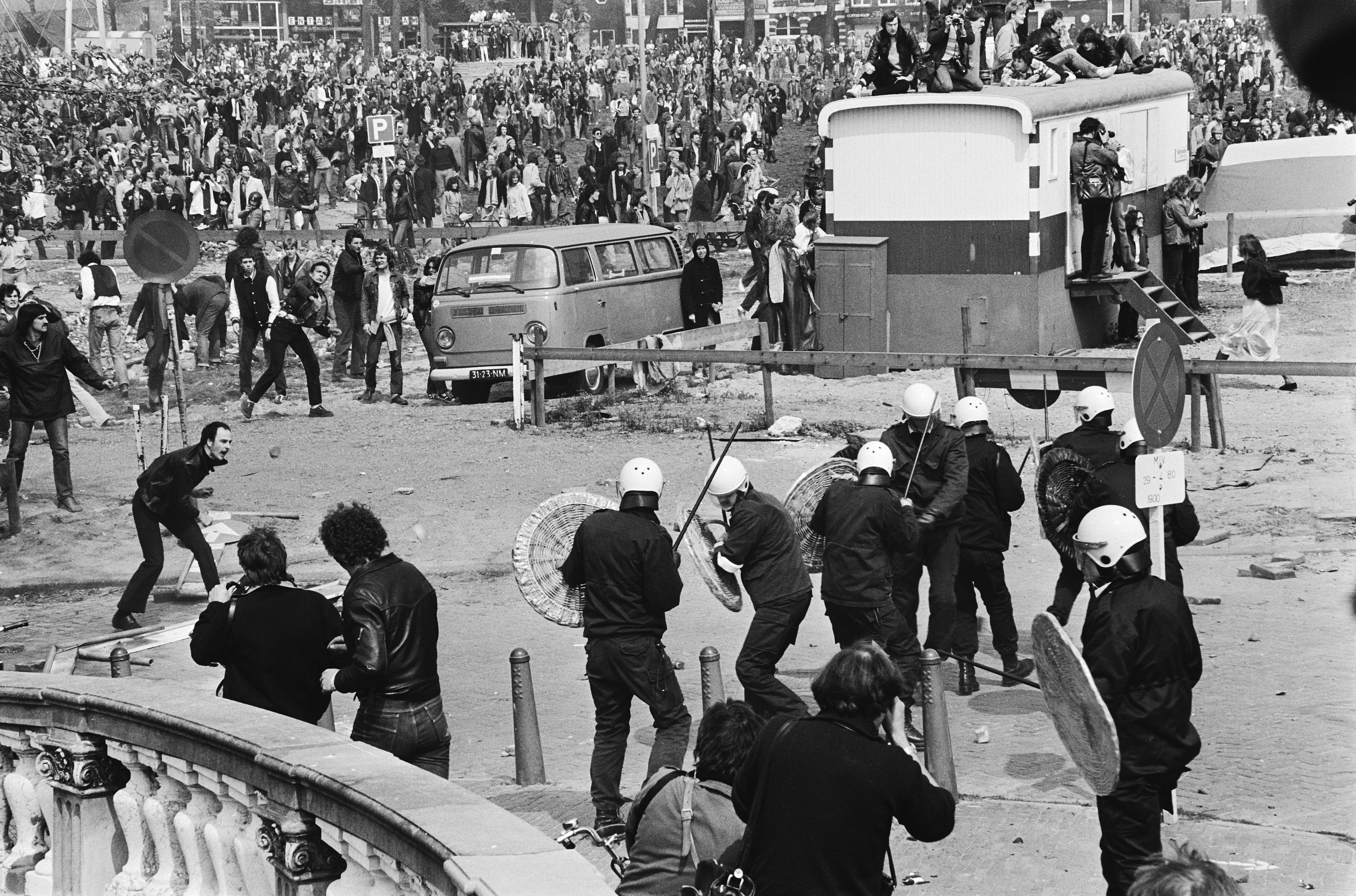
Amsterdam am Tag der Amtseinführung von Königin Beatrix

- Amsterdam/Niederlande: Prinzessin Beatrix Wilhelmina Armgard von Oranien-Nassau wird in ihr Amt als Königin der Niederlande eingeführt. Das Parlament huldigt ihr in der Neuen Kirche. In den Straßen erheben sich so genannte „Autonome“ und Mitglieder der Hausbesetzerszene zu Krawallen. Ihr Motto lautet: „Kein Obdach, keine Krönung.“[18]
- London/Vereinigtes Königreich: Sechs Terroristen, die sich den Namen „Demokratische Revolutionäre Bewegung für die Befreiung Arabistans“ gaben, besetzen die iranische Botschaft und nehmen 26 Geiseln. Ihre Forderung ist die politische Autonomie der iranischen Region Chuzestan am Persischen Golf. Die Sicherheitskräfte unternehmen keinen Versuch, die Geiselnahme noch am selben Tag zu beenden.[19]